# Chiesa di San Biagio Vescovo e Martire (Mirandola)
La chiesa di San Biagio Vescovo e Martire è la parrocchiale di Gavello, frazione di Mirandola, in provincia di Modena. Appartiene alla zona pastorale 6 della diocesi di Carpi.

## Storia
L'attuale edificio neogotico a tre navate venne ricostruito nel 1928 sulle rovine di una precedente chiesa barocca, ma di origini molto antiche e che a sua volta aveva sostituito un oratorio dedicato a San Venanzio o San Geminiano, patrono di Modena e nato proprio a Gavello. Della chiesa barocca sono conservati la pila del fonte battesimale del 1669 e due altari in marmi policromi dedicati al Santissimo Crocefisso (ove è conservato un crocifisso in cartapesta colorata del XVII-XVIII secolo) e alla Madonna del Popolo, la cui statua viene portata in processione l'ultima domenica di agosto.
Nel 1979 vennero realizzati il rosone e le vetrate con le immagini delle otto betitudini e della Pentecoste, disegnate dall'artista carpigiano Romani Pelloni.
La chiesa è stata gravemente danneggiata dal terremoto dell'Emilia del 2012, con il distacco della facciata e il crollo della volta interna; anche il campanile è stato lesionato, così come la casa canonica. In attesa del recupero dell'edificio (non ancora avviato nel maggio 2017), è stata predisposta una piccola chiesa di legno nel prato antistante la chiesa lesionata, mentre le celebrazioni maggiori avvengono nel nuovo centro civico realizzato in sostituzione del vecchio edificio scolastico (raso al suolo dopo il sisma).

## Segnatura della gola
Tradizionalmente, il 3 febbraio, si svolge la cerimonia della segnatura della gola, in cui il parroco benedice e segna la croce sulla gola dei fedeli, che si inginocchiano e baciano la reliquia di San Biagio. Al momento della segnatura, il fedele deve recitare una filastrocca:
|   | San Biàsi dal sett surelli            |  | San Biagio dalle sette sorelle         |
|   | dal sett al sè                        |  | dalle sette alle sei                   |
|   | dal sè al zinch                       |  | dalle sei alle cinque                  |
|   | dal zinch al quattar                  |  | dalle cinque alle quattro              |
| 5 | dal quattr'al trè                     |  | dalle quattro alle tre                 |
|   | dal trè al dô                         |  | dalle tre alle due                     |
|   | dal dô ad una sola                    |  | dalle due ad una sola                  |
|   | San Biasi protezim dal mal d'la gola. |  | San Biagio proteggimi dal mal di gola. |